# Crimini di guerra nazisti in Italia
I crimini di guerra commessi in Italia furono opera dei nazisti e dei loro alleati fascisti, appartenenti a due delle tre potenze dell'Asse durante la seconda guerra mondiale.
Una ricerca finanziata dal governo tedesco e pubblicata nel 2016 rileva che il numero delle vittime dei crimini di guerra nazisti in Italia ammonta a 22.000 persone, il doppio della cifra stimata in precedenza. La maggior parte delle vittime furono civili italiani, a volte vittime delle rappresaglie contro i partigiani, e gli ebrei italiani. Questa cifra non include gli internati militari italiani: circa 40.000 di loro morirono durante la prigionia tedesca. Questa stima esclude i circa 30.000 partigiani italiani uccisi durante la guerra. Secondo Charles O'Reilly, Kesselring stimò le perdite tedesche contro i partigiani italiani solo nell'estate del 1944 in 5.000 morti con circa 7.000-8.000 tra dispersi, prigionieri e disertori.
L'uccisione dei civili italiani da parte delle unità in prima linea della Wehrmacht e delle SS fu considerato come derivante dal senso di tradimento provato dai tedeschi dopo la resa italiana oltre che dal sentimento di superiorità razziale. Tuttavia, alcuni storici sostennero che le ragioni delle atrocità e del comportamento brutale fossero più complesse, spesso derivanti dalla crisi militare causata dalle ritirate tedesche e dal timore per le imboscate. Solo pochi responsabili furono processati per questi crimini di guerra e ancor meno scontarono le pene detentive a causa del rifiuto della Germania di perseguire ed estradare i criminali di guerra in Italia. Anche il governo italiano, nei primi decenni del dopoguerra, fece pochi sforzi per assicurare alla giustizia i criminali di guerra tedeschi chiedendone l'estradizione: temeva infatti che tali richieste avrebbero a loro volta incoraggiato altri paesi a chiedere a loro volta l'estradizione dei cittadini italiani accusati di crimini di guerra commessi mentre l'Italia fu alleata della Germania nazista.

## Contesto storico
Il Regno d'Italia, fino all'8 settembre 1943, fu alleato della Germania nazista e parte delle potenze dell'Asse. Dopo l'armistizio di Cassibile e la resa dell'Italia agli Alleati, i fascisti diedero vita alla Repubblica Sociale Italiana (RSI), nelle regioni settentrionali rimaste sotto il controllo tedesco: questa nuova repubblica, con a capo Benito Mussolini, fu in realtà uno stato fantoccio sotto il controllo tedesco.
Anche prima di questi eventi la Germania iniziò a diffidare dell'Italia come alleata e per questo, nel luglio 1943, iniziò a spostare un numero considerevole di truppe nel nord Italia mentre i combattimenti contro gli Alleati si svolgevano ancora in Sicilia e nell'Italia meridionale, preparandosi a fronteggiare l'invasione dell'Italia: infatti, quando l'Italia si arrese, 200.000 soldati tedeschi furono già schierati nel nord Italia. Lo scopo ufficiale fu di proteggersi da un'invasione alleata per garantire le linee di rifornimento. In realtà, gli obiettivi includevano il disarmo dell'esercito italiano e l'occupazione di quelle regioni italiane, assicurandosi così le risorse economiche italiane a vantaggio della Germania.
I crimini di guerra commessi dai soldati tedeschi risalgono a prima della resa italiana. Ad esempio, il 12 agosto 1943 a Castiglione di Sicilia, furono assassinati 16 civili dalla Fallschirm-Panzer-Division 1 "Hermann Göring".

## Vittime

### Olocausto in Italia
Gli ebrei italiani subirono molte meno persecuzioni nell'Italia fascista rispetto agli ebrei nella Germania nazista prima della seconda guerra mondiale. Nei territori occupati dall'Esercito Italiano in Francia e Jugoslavia, dopo lo scoppio della guerra, gli ebrei trovarono addirittura protezione dalle persecuzioni. Le leggi razziali fasciste del 1938 peggiorarono la loro situazione favorendo così la Germania nazista dopo la resa italiana con la conseguente consegna degli elenchi degli ebrei residenti in Italia. Dei circa 40.000 ebrei che vivevano in Italia all'epoca, compresi i cittadini italiani e i rifugiati stranieri, 8.000 morirono durante l'Olocausto.
L'SS-Obergruppenführer Karl Wolff, SS- und Polizeiführer in Italia, fu incaricato di sovrintendere alla soluzione finale. Wolff riunì sotto il suo comando un gruppo di SS già esperte nello sterminio degli ebrei nell'Europa orientale, tra cui:
- Odilo Globocnik, SS- und Polizeiführer per la zona costiera adriatica, fu responsabile dell'assassinio di centinaia di migliaia di ebrei e rom a Lublino, prima del suo incarico in Italia.[11]
- Karl Brunner, SS- und Polizeiführer a Bolzano.
- Willy Tensfeld, SS- und Polizeiführer a Monza per l'Italia nord occidentale.
- Karl-Heinz Bürger, incaricato delle operazioni antipartigiane.[12]
- Wilhelm Harster, al comando della polizia di sicurezza e del Sicherheitsdienst (SD) con sede a Verona, in precedenza ricoprì lo stesso incarico nei Paesi Bassi.[13]
- Theodor Dannecker, già attivo nella deportazione degli ebrei greci nella regione della Grecia occupata dalla Bulgaria, fu nominato capo dello Judenreferat dell'SD e incaricato della deportazione degli ebrei italiani. Non considerato abbastanza efficiente, fu successivamente sostituito da Friedrich Boßhammer, che, come Dannecker, fu strettamente associato ad Adolf Eichmann. Dannecker si suicidò dopo essere stato catturato nel dicembre 1945 mentre Boßhammer assunse un nome falso dopo la guerra. Fu scoperto e condannato all'ergastolo nella Germania Ovest nel 1972, ma morì prima di scontare la pena.[14][15]

L'atteggiamento dei fascisti italiani nei confronti degli ebrei italiani mutò radicalmente nel novembre 1943: le autorità fasciste li dichiararono di "nazionalità nemica" durante il Congresso di Verona e iniziarono a partecipare attivamente al perseguimento e all'arresto degli ebrei. Tuttavia, l'azione penale delle autorità italiane non si estese alle persone discendenti dai matrimoni misti. Inizialmente la polizia italiana aveva assistito al rastrellamento degli ebrei solo su richiesta delle autorità tedesche. Con il Manifesto di Verona, in cui gli ebrei venivano dichiarati stranieri e nemici in tempo di guerra, le cose cambiarono. L'Ordinanza di polizia RSI n.5 del 30 novembre 1943, emessa dal Ministro dell'Interno della RSI Guido Buffarini Guidi, ordinò alla polizia italiana di arrestare gli ebrei e di confiscarne i loro beni.

### Internati civili italiani
È stato documentato che circa 14.000 civili italiani non ebrei, spesso donne, bambini e anziani, siano morti in oltre 5.300 singoli casi di crimini di guerra commessi dalla Germania nazista: la più grande fu la strage di Marzabotto, dove furono assassinati oltre 770 civili; la strage di Sant'Anna di Stazzema vide la morte di 560 civili mentre la strage delle Fosse Ardeatine vide l'esecuzione di 335 persone selezionate a caso, tra cui 75 ebrei italiani. Nella strage del Padule di Fucecchio furono giustiziati 184 civili.

### Internati militari italiani
Con la resa italiana dell'8 settembre, la Germania disarmò gran parte dell'esercito italiano considerando i soldati italiani come prigionieri. Invece di concedere loro lo status di prigioniero di guerra, fu lasciata la scelta di arruolarsi nelle forze armate della Repubblica Sociale Italiana o di diventare internati militari. La maggioranza scelse quest'ultima possibilità e circa 600.000 di questi militari furono inviati in Germania per lavorare nei campi nazisti. Di questi circa 40.000 morirono per omicidio, fame e freddo nelle dure condizioni di vita che dovettero sopportare. Nell'inverno 1944-1945 gli internati militari italiani furono designati come civili dalla Germania nazista per integrarli più efficacemente nel lavoro forzato richiesto per l'industria degli armamenti. Questo passaggio giuridico fu dichiarato illegale dal governo tedesco nel 2001, dichiarandoli così prigionieri di guerra e escludendo i sopravvissuti dal risarcimento.

### Internati militari alleati
Alcuni militari alleati furono giustiziati dopo essere stati catturati dalle truppe tedesche. Il comandante del LXXV Corpo d'Armata, Anton Dostler, fu condannato a morte e giustiziato nel 1945 per aver ordinato l'esecuzione di quindici soldati americani catturati durante un'incursione di un commando dietro le linee tedesche, mentre gli ufficiali delle SS Heinrich Andergassen e August Schiffer, così come l'Oberscharführer Albert Storz, furono condannati e giustiziati per l'omicidio di altri sette soldati alleati. Alcuni degli imputati sfruttarono l'Ordine Commando in loro difesa, poi rigettato durante il processo.

## Campi
In Italia esistevano dei campi di transito gestiti sia da tedeschi che italiani per ebrei, prigionieri politici e lavori forzati:
- Campo di Bolzano, situato nella regione Trentino-Alto Adige/Südtirol, all'epoca parte della Zona d'operazioni delle Prealpi, operante come campo di transito controllato dai tedeschi dall'estate 1944 al maggio 1945.[25][26]
- Campo di Borgo San Dalmazzo, situato in Piemonte, operante come campo di transito controllato dai tedeschi dal settembre 1943 al novembre 1943 e, sotto controllo italiano, dal dicembre 1943 al febbraio 1944.[27][28]
- Campo di Fossoli, situato in Emilia-Romagna, operante come campo di prigionia sotto controllo italiano dal maggio 1942 al settembre 1943, poi come campo di transito, ancora sotto controllo italiano fino al marzo 1944 e, da allora fino al novembre 1944 sotto controllo tedesco.[29]

Oltre a questi tre campi di transito, la Germania gestì anche il campo della Risiera di San Sabba, situato a Trieste, allora parte della Zona Operativa del Litorale Adriatico, che funse contemporaneamente da campo di sterminio e di transito: fu l'unico campo di sterminio in Italia durante la seconda guerra mondiale e operò dall'ottobre 1943 all'aprile 1945, con al massimo 5.000 persone uccise.
Oltre ai campi designati, ebrei e prigionieri politici furono detenuti anche nelle carceri comuni, come il carcere di San Vittore a Milano, che divenne famoso durante la guerra per il trattamento disumano dei detenuti da parte delle SS e per le torture praticate.

## Autori
Protagonisti dei crimini di guerra furono vari rami delle forze armate e di sicurezza tedesche. La Gestapo, le SS e la Sicherheitsdienst, furono coinvolte nel perseguimento e nell'assassinio degli ebrei italiani e nel massacro delle Fosse Ardeatine, mentre le unità delle Waffen-SS e della Wehrmacht furono responsabili della maggior parte dei crimini di guerra commessi contro i civili italiani.
La 1. SS-Panzer-Division "Leibstandarte SS Adolf Hitler" fu responsabile del massacro di Boves, avvenuto poco dopo la resa italiana e, pur non essendo né incaricata né autorizzata a compiere arresti ed esecuzioni contro gli ebrei, partecipò in entrambe le misure di propria iniziativa. La divisione saccheggiò anche le proprietà ebraiche e fu esplicitamente fermata dal comandante delle SS Paul Hausser sulla base del fatto che solo la polizia di sicurezza e l'SD erano realmente autorizzate a eseguire tali misure. La 16. SS-Panzergrenadier-Division "Reichsführer-SS" fu responsabile delle stragi di Marzabotto e Sant'Anna di Stazzema, le due peggiori atrocità in Italia per numero di vittime, la divisione fu coinvolta anche nella strage di Vinca, dove furono giustiziati 162 civili italiani, nella strage di San Terenzo Monti, con 159 vittime, e nella strage delle Fosse del Frigido, con 149 vittime.
Anche le unità della Wehrmacht furono coinvolte nei massacri in Italia, come la 19ª divisione da campo della Luftwaffe che uccise 57 civili nel massacro di Guardistallo e la 26ª divisione Panzer con l'uccisione di 184 civili nel massacro del Padule di Fucecchio. Si presume che i soldati di quest'ultima divisione abbiano anche commesso l'omicidio della famiglia di Robert Einstein, cugino del premio Nobel Albert Einstein. La Fallschirm-Panzer-Division 1 "Hermann Göring" fu coinvolta nei massacri a Cavriglia (173 vittime), Monchio, Susano e Costrignano (130 vittime), Vallucciole (107 vittime) e Civitella in Val di Chiana (146 vittime).
Secondo quanto riferito, la 65ª divisione di fanteria tedesca fu responsabile di due crimini di guerra. Nell'ottobre 1943, due uomini della SAS furono catturati dopo aver rubato un veicolo tedesco e giustiziati per ordine del quartier generale. Il 21 giugno 1944, un attacco partigiano al quartier generale del Reggimento Artiglieria 165 (il reggimento di artiglieria organica della 65ª Divisione) provocò il ferimento di un soldato. Il comandante del reggimento ordinò l'uccisione per rappresaglia di cinque civili italiani.
Oltre alle divisioni Wehrmacht e Waffen-SS, tre delle quattro divisioni dell'Esercito Nazionale Repubblicano della RSI, la 2ª Divisione Fanteria Littorio, la 3ª Divisione Marina San Marco e la 4ª Divisione Alpina Monterosa, furono identificate per aver preso parte nei crimini di guerra. Il peggiore, avvenuto al Col du Mont Fornet in Valle d'Aosta il 26 gennaio 1945, vide quattro membri della divisione Monterosa giudicati colpevoli per la morte di 33 lavoratori forzati, vittime in una valanga mentre erano costretti a trasportare i rifornimenti militari presso un avamposto di montagna nonostante le proibitive condizioni meteorologiche: quattro ufficiali italiani furono incriminati e due condannati a dieci anni di reclusione, poi graziati nell'amnistia generale del 1947.

## Dopoguerra
Con i Trattati di pace di Parigi del 1947 l'Italia rinunciò a qualsiasi richiesta di risarcimento nei confronti di altri Paesi, Germania compresa (art. 77). L'accordo di compensazione bilaterale del 1961 tra Germania Ovest e Italia comportò un pagamento di 40 milioni di marchi tedeschi. Quest'ultimo fece parte di una serie di accordi che la Germania Ovest concluse con altri dodici paesi (Austria, Belgio, Danimarca, Francia, Grecia, Italia, Lussemburgo, Paesi Bassi, Norvegia, Svezia, Svizzera e Regno Unito) pagando complessivamente 876 milioni di marchi considerandolo un risarcimento volontario, senza obbligo di legge. In tale accordo l'Italia dichiarava "di liquidare tutti i crediti pendenti della Repubblica italiana o di persone fisiche o giuridiche italiane nei confronti della Repubblica federale di Germania o di persone fisiche o giuridiche tedesche".
In base a questi accordi la Germania negò ogni responsabilità finanziaria per le richieste di risarcimento da parte delle vittime italiane dei crimini di guerra e dei loro familiari, eliminando inoltre l'obbligo legale della Germania di estradare i criminali di guerra in Italia. Dopo ripetuti casi di condanna della Germania al pagamento di un risarcimento da parte dei tribunali italiani, la Germania portò la questione davanti alla Corte internazionale di giustizia, chiedendo l'immunità. Nel 2012 la Corte si pronunciò a favore della Germania.

### Accusa
Solo pochissimi criminali di guerra nazisti scontarono la propria pena detentiva in Italia, tra questi Erich Priebke, Karl Hass, Michael Seifert, Walter Reder e Herbert Kappler. Solo pochi militari tedeschi furono processati in Italia nei primi cinque anni del dopoguerra fino al 1951, con dodici processi e venticinque imputati. Dopo il 1951 furono condotti solo pochi processi fino al 1996, quando il caso contro Erich Priebke diede inizio a una nuova ondata di cause giudiziarie. A quel punto, dato il lasso di tempo trascorso tra i crimini e il loro perseguimento, in molti casi gli imputati erano già morti o morirono durante il procedimento giudiziario o furono ritenuti troppo anziani per essere estradati o scontare la pena detentiva. Un esempio di questi processi è la strage di San Cesario sul Panaro, dove furono uccisi dodici civili e dove tre dei quattro agenti accusati morirono prima dell'inizio del processo nel 2004 mentre il quarto morì il secondo giorno del processo.
I tribunali militari alleati processarono gli ufficiali di alto rango in Italia nei primi anni del dopoguerra:
- il Generalfeldmarschall Albert Kesselring, comandante tedesco nel teatro del Mediterraneo, fu processato a Venezia per crimini di guerra, riconosciuto colpevole, condannato a morte, e poi rilasciato nel 1952.
- Eduard Crasemann, comandante della 26ª Divisione Panzer, coinvolta nella strage del Padule di Fucecchio, fu giudicato colpevole di crimini di guerra e condannato a 10 anni di reclusione. Trascorse il resto della sua vita in carcere, morendo a Werl, in Germania Ovest, il 28 aprile 1950.
- Max Simon, comandante della 16ª Divisione SS Panzergrenadier, coinvolta nelle stragi di Marzabotto e Sant'Anna di Stazzema, fu condannato a morte da un tribunale britannico ma graziato nel 1954.
- Eberhard von Mackensen e Kurt Mälzer furono entrambi condannati a morte a Roma, ma questa sentenza fu successivamente commutata.[20]
- Heinrich Andergassen, insieme ad altri due, fu condannato a morte da un tribunale militare statunitense e giustiziato nel 1946 a Pisa, in Italia, per il suo ruolo negli omicidi dell'agente dell'OSS Roderick Stephen Hall e di altri sei prigionieri di guerra alleati. Andergassen fu anche responsabile del rastrellamento e della deportazione di 25 ebrei italiani di Merano, 24 dei quali poi morirono, e della tortura e dell'omicidio del partigiano Manlio Longon.[21]

Dal 1948 in poi i tribunali militari italiani presero il controllo dei sospetti criminali di guerra tedeschi, condannandone 13. Il tenente colonnello Herbert Kappler, il maggiore Walter Reder, il tenente generale Wilhelm Schmalz e il maggiore Josef Strauch furono tra gli ufficiali tedeschi processati, con Kappler e Reder condannati all'ergastolo. Anton Dostler, comandante del LXXV Corpo d'Armata, fu condannato a morte e giustiziato nel 1945 per aver ordinato l'esecuzione di 15 soldati statunitensi catturati durante un'incursione di un commando dietro le linee tedesche. Karl Friedrich Titho, SS-Untersturmführer e comandante dei campi di transito di Fossoli di Carpi e Bolzano, fu condannato dopo la guerra nei Paesi Bassi per il suo ruolo nelle esecuzioni. Fu deportato in Germania nel 1953 dopo che i Paesi Bassi rifiutarono la richiesta di estradizione da parte dell'Italia nel 1951. Nonostante il mandato di arresto in Italia nel 1954, Titho non fu mai estradato e morì in Germania nel 2001, senza essere mai processato per il suo ruolo di comandante del campo.
Nel 1994 fu scoperto a Roma un armadietto contenente 695 fascicoli che documentavano i crimini di guerra commessi durante la seconda guerra mondiale in Italia, il cosiddetto Armadio della vergogna.
Theodor Saevecke, capo della Gestapo a Milano, fu protetto dall'accusa grazie ai suoi contatti di alto rango nella Germania del dopoguerra. Nel 1999 fu condannato a Torino in contumacia all'ergastolo per il suo coinvolgimento nell'esecuzione di 15 ostaggi in Piazzale Loreto, a Milano, nell'agosto 1944 ma mai estradato in Italia.
Nel 2011, un tribunale militare in Italia processò quattro dei sospetti autori della strage del Padule di Fucecchio e ne ha giudicati colpevoli tre mentre il quarto morì durante il processo. Ernst Pistor, Fritz Jauss e Johan Robert Riss furono giudicati colpevoli mentre Gerhard Deissmann morì prima della sentenza, all'età di 100 anni. Nessuno dei tre mostrò alcun rimorso per le loro azioni. Nel 2012 il ministro degli Esteri italiano Giulio Terzi di Sant'Agata dichiarò, alla presenza del defunto ministro degli Esteri tedesco Guido Westerwelle, che l'Italia avrebbe continuato a fare pressioni sulla Germania per estradare o perseguire i criminali di guerra condannati in contumacia in Italia.
Pochi soldati tedeschi, accusati o condannati per aver preso parte ai crimini di guerra, hanno mostrato rimorso per le loro azioni. Ludwig Göring, un membro della 16. SS-Panzergrenadier-Division "Reichsführer-SS" fu condannato per aver preso parte al massacro di Sant'Anna di Stazzema, ammise di aver ucciso 20 donne durante il massacro e che le sue azioni lo perseguitarono per tutta la vita. Karl Friedrich Titho, comandante dei campi di transito di Fossoli di Carpi e Bolzano, poco prima di morire ammise di essere stato colpevole dei crimini commessi nella sua zona di operazioni in quanto membro delle SS e che ne rimase scioccato per tutta la vita scusandosi con le vittime e i loro familiari.

## Ricerca
La ricerca sulle atrocità tedesche in Italia, soprattutto nell'ambito della guerriglia contro i partigiani, fu a lungo trascurata, l'Italia fu considerata un teatro minore rispetto alla scala molto più ampia delle atrocità commesse nell'Europa orientale. Di conseguenza, le ricerche storiche più importanti sulle atrocità commesse in Italia sono iniziate realmente solo negli anni '90.
Lo storico militare tedesco Gerhard Schreiber si specializzò nelle relazioni italo-tedesche durante il periodo nazista pubblicando dei libri sui crimini di guerra tedeschi in Italia. Carlo Gentile, dell'Università di Colonia, pubblicò dei libri e saggi sulla guerra in Italia, la guerra contro i partigiani italiani e le atrocità commesse dalle forze dell'Asse. Fu anche impiegato in qualità di esperto storico nei diversi processi contro i tedeschi accusati di crimini di guerra in Italia.
Nel 2013, Italia e Germania concordarono di condurre uno studio sui crimini di guerra finanziato dal governo tedesco. Questo studio, completato nel 2016, ha portato alla realizzazione dell'Atlante delle Stragi Naziste e Fasciste in Italia. Questa nuova ricerca stabilì che il numero delle vittime superasse le 22.000 vittime, il doppio della stima precedente. Sebbene questa nuova ricerca finanziata dal governo tedesco sia stata acclamata, fu anche considerata insufficiente da uno degli autori nell'obiettivo di compensare la mancanza dei procedimenti giudiziari contro i sospetti criminali di guerra e la mancata estradizione dei condannati.

## Commemorazione

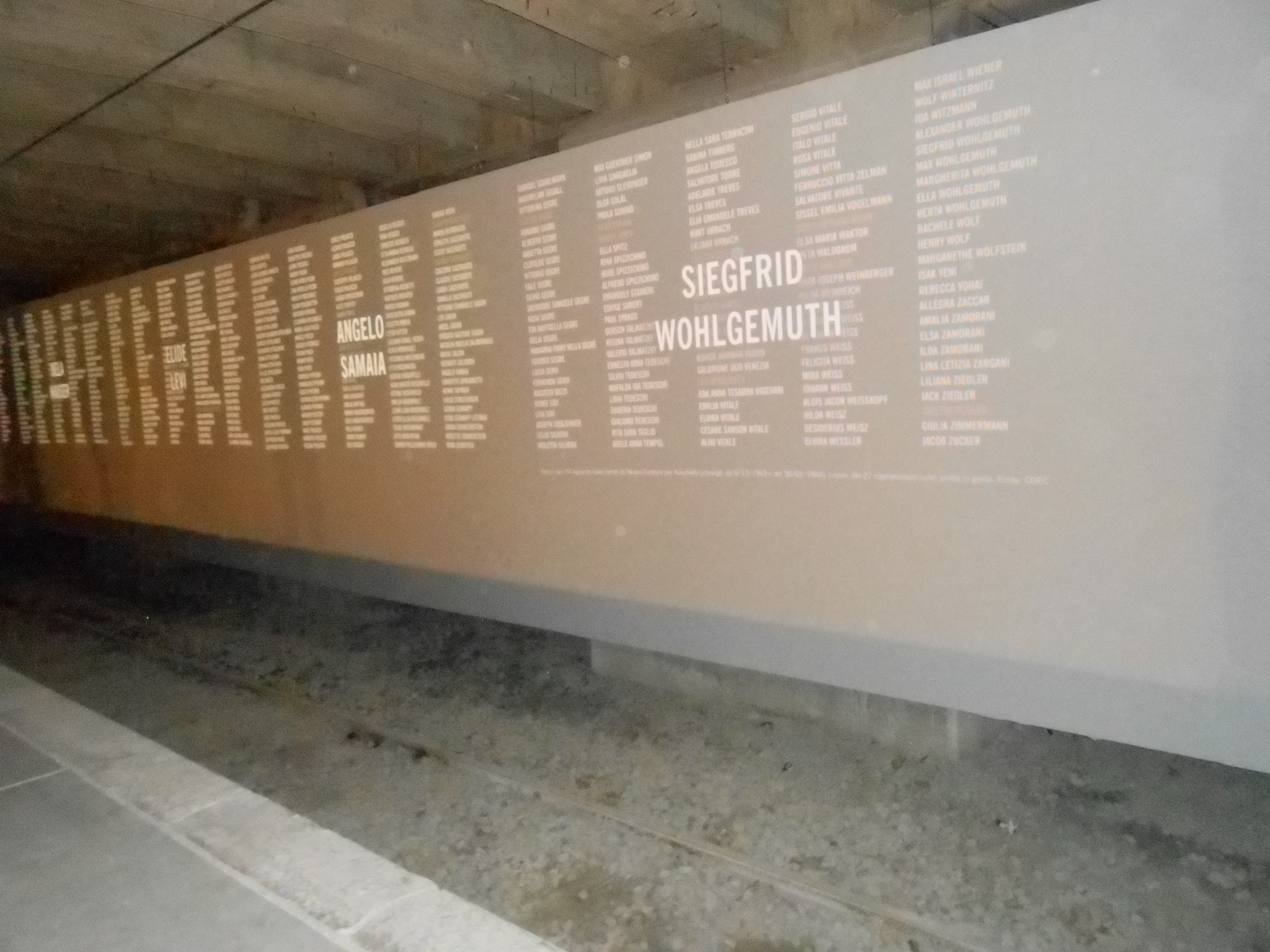
Il muro dei nomi al Memoriale della Shoah di Milano

### Memoriale della Shoah
Il Memoriale della Shoah è stato inaugurato nel gennaio 2013 alla presenza di Liliana Segre, si trova nella stazione ferroviaria di Milano Centrale, dedicato ai deportati ebrei e non, partiti dal Binario 21 e destinati nei campi di sterminio nazisti.

### Strage del Padule di Fucecchio
Nel 2015 il ministro degli Esteri italiano, Paolo Gentiloni, insieme al suo omologo tedesco Frank Walter Steinmeier, ha aperto un Centro di documentazione sulla strage di Padule di Fucecchio.

### Approfondimenti
- (EN) Federico Ciavattone, Torture and Anti-Partisan War: the Case of the Italian Social Republic, 1943–1945, in Interdisciplinary Perspectives on Torture, Brill, 2019,  pp. 105-114, ISBN 978-90-04-40801-2.
- (EN) Stephan D Yada-MC Neal, Places of shame – German war crimes in Italy 1943–1945, Norderstedt, Books on demand, 2018, ISBN 978-3-7460-9795-4.
- (DE) Gerhard Schreiber, Die italienischen Militärinternierten im deutschen Machtbereich 1943 bis 1945, Monaco di Baviera, Oldenbourg, 1990, ISBN 3-486-55391-7.
- (DE) Gerhard Schreiber, Deutsche Kriegsverbrechen in Italien. Täter, Opfer, Strafverfolgung, Monaco di Baviera, Beck, 1996, ISBN 3-406-39268-7.